# Taylors Island
Taylors Island es un lugar designado por el censo ubicado en el condado de Dorchester en el estado estadounidense de Maryland. En el censo de los Estados Unidos de 2010 tenía una población de 173 habitantes y una densidad poblacional de 16,04 personas por km².

## Geografía
Taylors Island se encuentra ubicado en las coordenadas 38°28′16″N 76°18′58″O / 38.47111, -76.31611. Según la Oficina del Censo de los Estados Unidos, Taylors Island tiene una superficie total de 10.78 km², de la cual 10.73 km² corresponden a tierra firme y (0.48%) 0.05 km² es agua.

## Demografía
Según el censo de 2010, había 173 personas residiendo en Taylors Island. La densidad de población era de 16,04 hab./km². De los 173 habitantes, Taylors Island estaba compuesto por el 92.49% blancos, el 2.31% eran afroamericanos, el 0.58% eran amerindios, el 0.58% eran asiáticos, el 0% eran isleños del Pacífico, el 2.89% eran de otras razas y el 1.16% pertenecían a dos o más razas. Del total de la población el 3.47% eran hispanos o latinos de cualquier raza.